# Estatua ecuestre de Theodore Roosevelt (Nueva York)
La Estatua ecuestre de Theodore Roosevelt es una escultura de bronce de 1939 de James Earle Fraser. Estaba ubicada en un parque público en el Museo Americano de Historia Natural de la ciudad de Nueva York. La estatua ecuestre representa a Theodore Roosevelt a caballo. Caminando a cada lado de él hay dos hombres, de un lado un nativo americano y del otro un africano subsahariano.
La estatua ha provocado crecientes críticas por sus implicaciones jerárquicas, y hubo llamados para eliminarla a partir de 2017. El 21 de junio de 2020, el Museo anunció que estaba pidiendo a los funcionarios de la ciudad que retiraran la estatua. El alcalde de Nueva York, Bill de Blasio, apoyó la destitución, al igual que el bisnieto de Roosevelt, Theodore Roosevelt IV, y el tataranieto Kermit Roosevelt III. La Comisión de Diseño Público de la Ciudad de Nueva York votó por unanimidad el 21 de junio de 2021 para reubicar la estatua. La estatua fue retirada el 20 de enero de 2022.

## Comisión

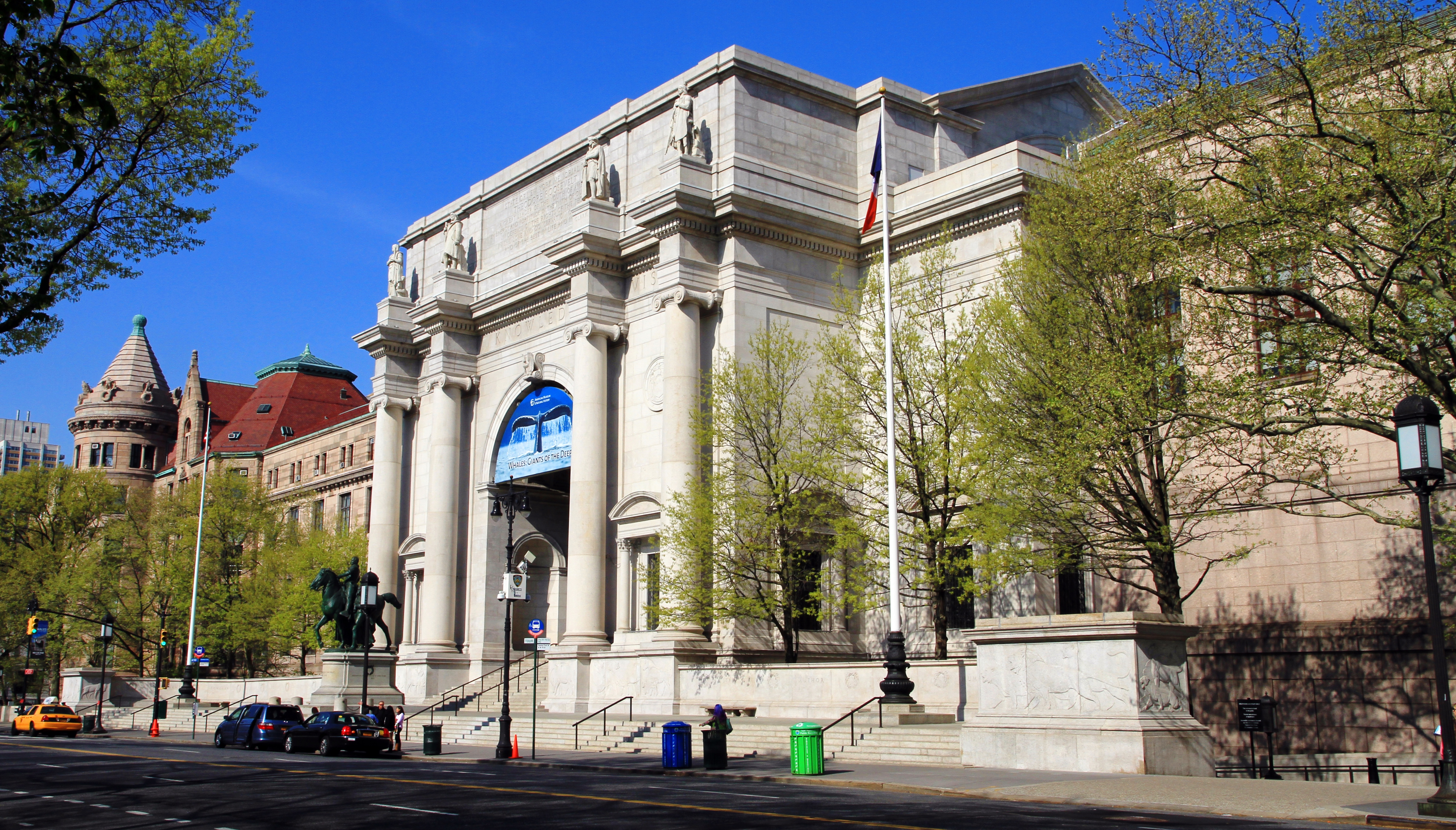
El monumento como parte del monumento neoclásico del estado de Nueva York a Theodore Roosevelt

La escultura fue encargada por la Roosevelt Memorial Association en la década de 1930 después de que Fraser entregara su diseño para el monumento Arts of Peace en Washington D. C., que en ese momento también competía con este monumento como ubicación elegida. Para Arts of Peace, Fraser hizo un par de estatuas de Pegaso que representaban los temas Música y Cosecha, y Aspiración y Literatura.
La estatua está colocada a la entrada de la sala de dioramas del Museo dedicada a Carl Akeley, quien acompañó a Roosevelt en una expedición de un año a África. La escultura y su pedestal fueron diseñados para este escenario, apropiados en escala y diseño para los planos neoclásicos de la arquitectura de Henry Bacon. Un monumento anterior de Fraser dedicado a Roosevelt en Cuba en 1924 también fue diseñado con Henry Bacon, y ambos asistieron a su inauguración en Cuba.
Las dos figuras ambulantes se han interpretado como representaciones de continentes, no de individuos en una narración, y esa era una práctica común en la escultura pública, de la cual el Albert Memorial de Londres es un ejemplo destacado. Al mismo tiempo, la "composición piramidal" con Roosevelt en su vértice "implica una jerarquía". Un análisis del trabajo, después de examinar las carreras de Roosevelt y Fraser, concluye que "ambos hombres creían evidentemente en el dominio blanco como orden natural. Sin embargo, Roosevelt y Fraser también tenían una admiración sincera, aunque paternalista, por las culturas indígenas y un deseo de preservar imágenes y artefactos en lo que era, para la época, una manera relativamente respetuosa".

## Controversia

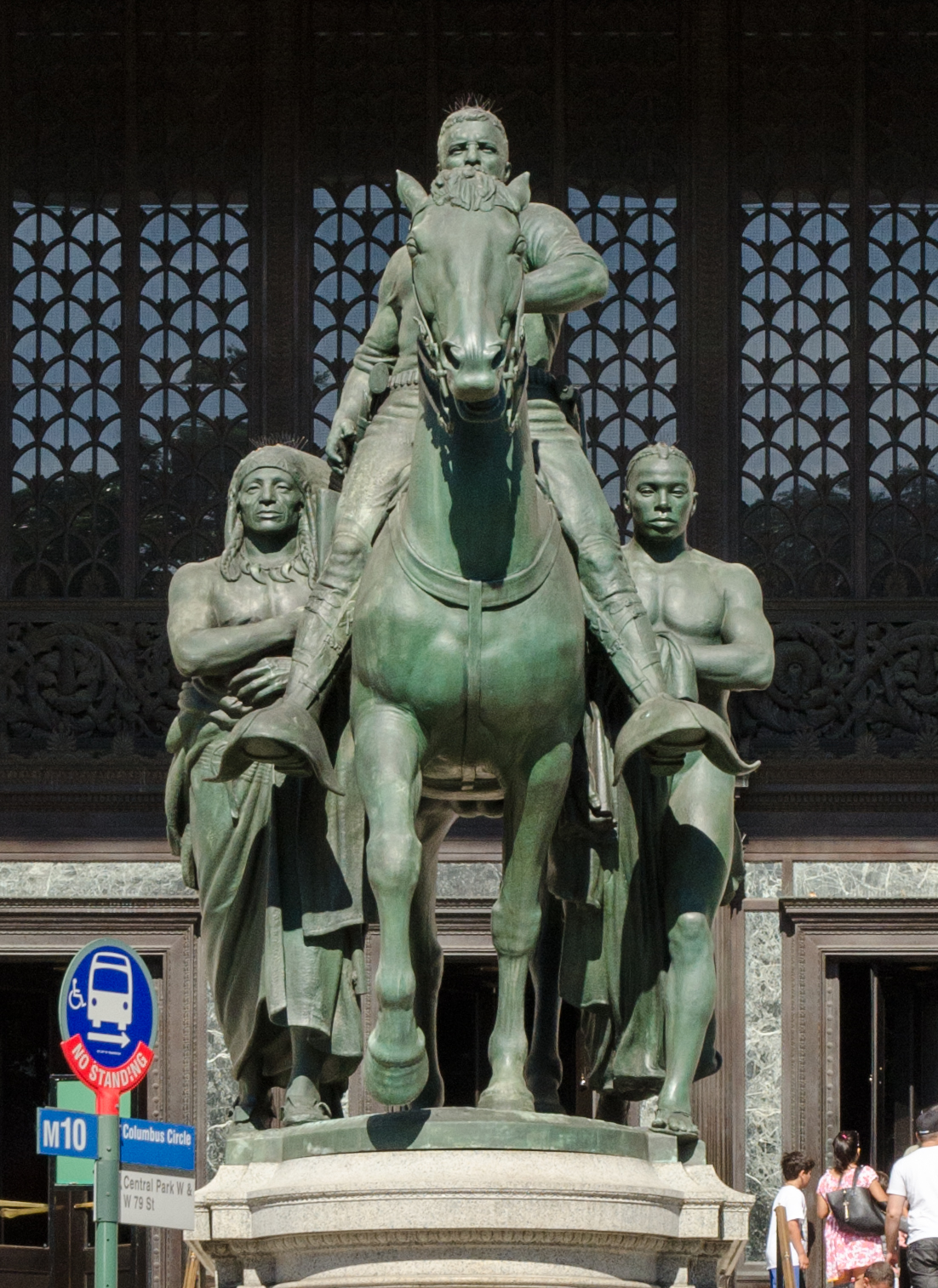
Vista frontal

En 1999, James Loewen argumentó en Lies Across America que la estatua se erigió cuando el museo era abiertamente racista y que la disposición de las figuras tiene como objetivo defender la supremacía blanca.
Esta estatua no fue objeto de controversia pública en el siglo XX. Se mencionó en la charla TED de abril de 2017 ¿Puede el arte modificar la historia? por el artista y activista Titus Kaphar, discutiendo la elección de la pose que muestra que "Teddy Roosevelt está sentado allí... y a su lado izquierdo hay un nativo americano caminando y a su lado derecho hay un afroamericano caminando" como una representación de la jerarquía social blanca en Estados Unidos. Después de la manifestación Unite the Right debido a la controvertida eliminación de una estatua ecuestre de Robert E. Lee, esta y muchas otras estatuas en todo Estados Unidos también se convirtieron en el foco de los intentos de eliminar lo que se decía que eran glorificaciones del pasado racista de Estados Unidos. La base de la estatua se cubrió con pintura roja la mañana del 26 de octubre de 2017. Unas horas más tarde, un grupo asumió su responsabilidad y afirmó que la estatua encarnaba "el patriarcado, la supremacía blanca y el colonialismo de colonos".
En enero de 2018, una comisión nombrada por el alcalde de la ciudad de Nueva York, Bill de Blasio, para revisar varias estatuas en propiedades de la ciudad concluyó que esta estatua estaba abierta a muchas interpretaciones y no hizo ninguna recomendación de acción. Los miembros de la comisión estaban divididos en partes iguales. Algunos citan investigaciones de que las figuras de pie son representaciones alegóricas de los continentes y señalan que estas figuras "no son de ninguna manera abyectas". Otros destacaron cómo se vive la escultura, “que la altura es poder en el arte público”, una expresión de “poder y dominio”. El crítico de The New York Times, Holland Cotter, encontró esa decisión decepcionante: "No se requiere una sensibilidad a los subtextos para ver que la composición, sin importar cómo la gloses, es literalmente un emblema del hombre blanco en la parte superior".
En julio de 2019, el Museo de Historia Natural montó una exhibición dedicada a la estatua y las interpretaciones contemporáneas llamada "Dirigiéndose a la estatua". La presentación incluye muchos puntos de vista contrastantes y comentarios invitados de los visitantes. David Hurst Thomas, curador de antropología en el Museo, dijo: "El museo está haciendo una declaración muy explícita de que somos lo suficientemente grandes como para defender nuestro pasado. No lo vamos a tapar. Daremos la bienvenida a la disidencia". La exhibición incluyó un extenso sitio web para una mayor exploración de la escultura y su interpretación. Presentó comentarios del escultor y sus colaboradores junto con los de académicos que cuestionaron lo que representan las dos figuras ambulantes y si Roosevelt podría describirse como un "unificador racial".
Para brindar contexto a quienes vean la escultura, el museo instaló carteles laminados en su base que decían: "Esta estatua se inauguró al público en 1940, como parte de un monumento más grande del estado de Nueva York al ex gobernador de Nueva York y presidente de los Estados Unidos, Theodore Roosevelt. Hoy, algunos ven la estatua como un grupo heroico; otros, como símbolo de jerarquía racial. Puede obtener más información sobre esta estatua dentro del Museo y [en línea]". Un artículo en el Columbia Journal of Law and the Arts criticó los carteles y señaló que no eran visibles a distancia.

### Remoción planificada
El 21 de junio de 2020, el Museo anunció que retiraría la estatua. La presidenta del museo, Ellen V. Futter, dijo que la decisión no reflejaba un juicio sobre Roosevelt, sino que estaba impulsada por la "composición jerárquica" de la escultura. Su declaración al personal del museo dijo que "muchos de nosotros encontramos racistas sus representaciones de las figuras de nativos americanos y africanos y su ubicación en el monumento". El alcalde de la ciudad de Nueva York, Bill de Blasio, dijo: "El Museo Americano de Historia Natural ha pedido que se elimine la estatua de Theodore Roosevelt porque representa explícitamente a los negros e indígenas como subyugados y racialmente inferiores. El Ayuntamiento apoya la petición del Museo. Es la decisión correcta y el momento adecuado para eliminar esta estatua problemática".
El 21 de junio de 2021, la Comisión de Diseño Público de la Ciudad de Nueva York votó por unanimidad para retirar la estatua del frente del museo y trasladarla a una institución dedicada a la vida y el legado de Roosevelt. El 19 de noviembre, la Fundación de la Biblioteca Presidencial Theodore Roosevelt anunció que aceptaría la estatua como préstamo a largo plazo de la ciudad de Nueva York para exhibirla en la Biblioteca Presidencial Theodore Roosevelt, cuya inauguración está prevista en Medora en 2026. Theodore Roosevelt V dijo: "Es apropiado que la estatua se reubique en un lugar donde su composición pueda recontextualizarse para facilitar debates difíciles, complejos e inclusivos".